# George Perle
George Perle   (Bayonne, 6 de maig de 1915 - Manhattan, 23 de gener de 2009) va ser un compositor i teòric musical nord-americà. Com a compositor, la seva música era en gran part atonal, utilitzant mètodes similars a la tècnica dodeca de la Segona Escola de Viena. Aquest estil serialista, i l'atonalitat en general, va ser objecte de bona part dels seus escrits teòrics. El seu llibre de 1962, Serial Composition and Atonality: An Introduction to the Music of Schoenberg, Berg, and Webern continua sent un text estàndard per a la teoria de la música clàssica del segle xx. Entre els premis de Perle hi havia el Premi Pulitzer de Música de 1986 pel seu Quintet de vent núm. 4.

## Biografia
Perle va néixer de pares jueus russos. Es va graduar a la Universitat DePaul, on va estudiar amb Wesley LaViolette i va rebre classes particulars d'Ernst Krenek. Més tard, va servir com a tècnic de cinquè grau a l'exèrcit dels Estats Units durant la Segona Guerra Mundial. Va obtenir el seu doctorat a la Universitat de Nova York el 1956.

Perle va compondre amb una tècnica de la seva pròpia idea anomenada "tonalitat de dotze tons". Aquesta tècnica era diferent, però relacionada amb, la tècnica de dotze tons de la Segona Escola Vienesa, de la qual va ser un "primer admirador" i les tècniques de la qual va utilitzar alguns aspectes però mai les va adoptar del tot. L'antic estudiant de Perle, Paul Lansky, va descriure la tonalitat de dotze tons de Perle així:
| «              | Bàsicament, això crea una jerarquia entre les notes de l'escala cromàtica de manera que totes estan relacionades referencialment amb una o dues altes que després funcionen com una nota tònica o un acord en la tonalitat. De manera similar, el sistema crea una jerarquia entre intervals i, finalment, entre col·leccions més grans de notes, "acords". El principal deute d'aquest sistema amb el sistema de 12 tons rau en el seu ús d'una successió lineal ordenada de la mateixa manera que ho fa un conjunt de 12 tons. | » |
| — Paul Lansky, | |   |

El 1968, Perle va cofundar l'"Alban Berg Society" amb Igor Stravinski i Hans F. Redlich, que va tenir la idea (segons Perle en la seva carta a Glen Flax de l'1/4/89). L'important treball de Perle sobre Berg inclou documentar que el tercer acte de Lulu, en comptes de ser un esbós inacabat, va ser en realitat tres cinquenes parts completa i que la Suite Lírica conté un programa secret dedicat a l'amor de Berg.
Després de retirar-se del Queens College el 1985, es va convertir en professor emèrit a l'Escola de Música Aaron Copland. El 1986, Perle va rebre un premi Pulitzer de música pel seu Quintet de vent núm. 4 i també una beca MacArthur. Al voltant de 1989, Perle es va convertir en compositor en residència de la "San Francisco Symphony", una cita de tres anys. També va ser per aquesta època quan havia publicat el seu quart llibre titulat The Listening Composer.
Va morir als 93 anys a la seva casa de la ciutat de Nova York el gener de 2009. Va ser enterrat al Cementiri Nacional de Calverton.
Un nombre creixent d'artistes més joves han arribat a expressar el seu agraïment per Perle. En el període previ a les celebracions del seu 100è aniversari, el compositor i pianista Michael Brown va llançar un CD ben rebut d'una mostra de l'obra de Perle per a piano.
Perle va estar casat amb l'escultora Laura Slobe del 1940 al 1952; la parella eren membres del Partit Socialista Obrer. La seva segona esposa, Barbara Philips, va morir el 1978. Perle es va casar amb Shirley Xenia Gabis el 1982.

## Obres
Richard Swift diferencia entre la música modal "lliure" o "intuïtiva" de Perle, centrada en el to i de dotze tons. Enumera les composicions centrades en el to de Perle:
- Sonata for Solo Viola (1942)
- Three Sonatas for Solo Clarinet (1943)
- Hebrew Melodies for Solo Cello (1945)
- Sonata for Solo Cello (1947)
- Quintet for Strings (1958)
- Sonata I for Solo Violin (1959)
- Wind Quintet I (1959)
- Wind Quintet II (1960)
- Monody I for Flute (1962)
- Monody II for Double Bass (1962)
- Three Inventions for Bassoon (1962)
- Sonata II for Solo Piano (1963)
- Solo Partita for Violin and Viola (1965)
- Wind Quintet III (1967)

## Publicacions (selecció)
- Perle, George (1962, reimpressió 1991). Composició en sèrie i atonalitat: una introducció a la música de Schoenberg, Berg i Webern. Premsa de la Universitat de Califòrnia.
- Perle, George (1992) [1978]. Tonalitat de dotze tons. Premsa de la Universitat de Califòrnia.
- Perle, George (1980). Les Òperes d'Alban Berg. Vol. 1: Wozzeck. Califòrnia: University of California Press.
- Perle, George (1984). "Scriabin's Self-Analysis", Anàlisi Musical III/2 (juliol).
- Perle, George (1985). Les Òperes d'Alban Berg. Vol. 2: Lulu. Califòrnia: University of California Press.
- Perle, George (1990). El compositor que escolta. California: University of California Press.
- Perle, George (1992). "Simetria, l'escala de dotze tons i tonalitat", Contemporary Music Review 6 (2), pp. 81–96.